# Hôtel Leclerc
L'hôtel Garesché puis Leclerc, bâti au XVIIIe siècle, est situé 18 rue Réaumur à La Rochelle, en France. L'immeuble a été classé au titre des monuments historiques en 1944.
Il ne doit pas être confondu avec le bâtiment voisin, l'« hôtel Giraudeau puis Garesché », situé au numéro 16.

## Historique
L'hôtel date du milieu du XVIIIe siècle. Après l'avoir acheté à Joseph Gast, l'armateur et négrier Daniel Garesché (1737-1811), futur maire de La Rochelle, fait construire l'extrémité sud-est des ailes et le corps d'entrée sur rue. Il passe par héritage à la famille Leclerc.
Le bâtiment est classé au titre des monuments historiques par arrêté du 12 juillet 1944.